# 제이 베네딕트
제이 베네딕트(Jay Benedict, 1951년 4월 11일 ~ 2020년 4월 4일)는 영국에서 자신의 삶과 경력을 대부분 보낸 미국의 배우이다.
코로나바이러스감염증-19 감염증으로 발생한 합병증으로 인해 2020년 4월 4일 크로이던 대학 병원에서 사망했다.

## 참여 작품
영화
- 스타워즈 (영화)
- 하노버 스트리트
- 빅터 빅토리아
- 프로젝트 A-Ko 시리즈
- 에이리언 2
- 위험한 파티
- 러시아 하우스
- 사랑의 용기
- 더블 팀
- 오 그레이스
- 바텔
- 묵시록 코드
- 치코와 리타
- 다크 나이트 라이즈
- 창문 넘어 도망친 100세 노인 (영화)
- 아이.티.
- 투 이즈 어 패밀리
- 마담 (2017년 영화)

텔레비전
- 에머데일